# Morgan Davies
Morgan Davies (n. 27 noiembrie 2001, Australia) este un actor de film australian. Și-a început cariera încă din copilărie, debutând la vârsta de 8 ani în filmul The Tree. Davies a devenit public transgender în anul 2020. Este cunoscut pentru interpretarea rolurilor lui Simone in The Tree (film din 2010), Oberon Brennan în serialul de televiziune The End și Danny în Evil Dead Rise (film din 2023).

## Carieră
Davies și-a făcut debutul în film încă din copilărie, în filmul australian The Tree.
A interpretat rolul lui Madeline în Storm Boy alături de Geoffrey Rush și Jai Courtney.
A jucat în serialul de televiziune australian The End din 2020 interpretând rolul lui Oberon Brennan, un adolescent trans în procesul de tranziție de gen.

## Premii
- 2010 AFI Young Actor Award (The Tree) – Nominalizat
- 2010 Premiul AFI pentru cel mai bun actor (The Tree) – Nominalizat
- 2011 Film Critics Circle of Australia Award – Cel mai bun actor în rol secundar – (The Tree) – Nominalizat
- 2012 Film Critics Circle of Australia Award – Cea mai bună interpretare a unui actor la început de carieră (The Hunter) – Nominalizat
- Premiul AACTA 2012 pentru cel mai bun actor într-un rol secundar (The Hunter) – Nominalizat

## Notorietate
The Calgary Herald i-a lăudat performanța emoționantă din The Tree, în timp ce Julie Bertuccelli, regizorul sau The Tree, i-a lăudat munca, numindu-l grozav.

## Filmografie
| Anul | Titlul filmului    | Rol interpretat | Note |
| ---- | ------------------ | --------------- | --- |
| 2010 | The Tree           | Simone          | Nominalizat – Premiul AACTA pentru cea mai bună actriță într-un rol principal Nominalizat – Premiul AACTA pentru cel mai bun actor tânăr Nominalizat – Premiul Cercul Criticilor de Film din Australia – Cel mai bun actor în rol secundar – Femeie |
| 2011 | The Hunter         | Sass Armstrong  | Nominalizat – Premiul AACTA pentru cea mai bună actriță într-un rol secundar Nominalizat – Premiul Cercul Criticilor de Film din Australia – Cea mai bună interpretare a unui tânăr actor                                                           |
| 2011 | Julian             | Cassandra       | Scurt-metraj |
| 2011 | Growing Up         | Carey           | Scurt-metraj |
| 2014 | Kharisma           | Kharisma        | Scurt-metraj |
| 2014 | Breath             | Samantha        | Scurt-metraj |
| 2015 | The Boyfriend Game | Tomika          | Scurt-metraj |
| 2015 | Hench              | Scatter Shot    | Scurt-metraj |
| 2019 | Calliope's Prelude |                 | Scurt-metraj |
| 2019 | Storm Boy          | Madeline        | |
| 2023 | Evil Dead Rise     | Danny           | Protagonist |

| Anul | Titlul filmului           | Rol interpretat | Note        |
| ---- | ------------------------- | --------------- | ----------- |
| 2011 | Terra Nova                | Leah Marcos     | 2 episoade  |
| 2014 | Devil's Playground        | Bridie Allen    | 6 episoade  |
| 2017 | The Girlfriend Experience | Kayla           | 7 episoade  |
| 2020 | The End                   | Oberon Brennan  | 10 episoade |
| 2023 | One Piece                 | Koby            |             |